# ナショナル・ヒーローズ・スタジアム
ナショナル・ヒーローズ・スタジアム（英語：National Heroes Stadium）はザンビアの首都、ルサカにあるスタジアム。サッカーや陸上競技、そしてラグビーの試合でも使用される。スタジアム名の「ナショナル・ヒーロー」とは1993年に起こったガボン航空惨事で死亡した30人のことを指す。